# Марчук Михайло Іванович
Миха́йло Іва́нович Марчу́к (1891, містечко Орля Бєльського повіту Гродненської губернії, тепер Республіка Польща — розстріляний 29 липня 1938, Московська область, Російська Федерація) — радянський партійний діяч, 1-й секретар Краснодарського крайкому ВКП(б). Депутат Верховної Ради СРСР 1-го скликання.

## Біографія
Народився у родині селянина-бідняка. У 1904 році закінчив чотирикласну церковно-приходську школу в селі Стави Брестського повіту Гродненської губернії.
У квітні 1906 — серпні 1915 р. — тесляр у підрядника у містечку Орля. У серпні 1915 — лютому 1918 р. — тесляр у підрядника Умпова у місті Єлатьма Тамбовської губернії.
У лютому 1918 — червні 1920 р. — завідувач податкового відділення Сасовського повітового фінансового відділу Рязанської губернії.
Член РКП(б) з грудня 1919 року.
У червні 1920 — липні 1921 р. — уповноважений особливого відділу 12-ї армії РСЧА.
У липні 1921 — грудні 1923 р. — секретар Єлатомського повітового комітету РКП(б) Тамбовської (потім — Рязанської) губернії.
У грудні 1923 — грудні 1924 р. — начальник Рязанського губернського відділу ДПУ СРСР.
У лютому 1925 — березні 1927 р. — відповідальний секретар Єлатомського (Сасовського) повітового комітету ВКП(б) Рязанської губернії.
У березні 1927 — квітні 1929 р. — заступник голови Рязанської губернської Контрольної Комісії ВКП(б). У квітні 1929 — червні 1930 р. — заступник голови Рязанської окружної Контрольної Комісії ВКП(б).
У червні 1930 — листопаді 1932 р. — студент Комуністичного університету імені Свердлова у Москві.
У листопаді 1932 — березні 1934 р. — помічник секретаря Закавказького крайового комітету ВКП(б) Меєрзона у місті Тифлісі. У березні 1934 — червні 1935 р. — інструктор відділу радянської торгівлі Московського міського комітету ВКП(б).
У червні 1935 — серпні 1937 р. — 1-й секретар Дмитровського районного комітету ВКП(б) Московської області. Одночасно був секретарем комітету ВКП(б) будівництва каналу Москва-Волга.
У серпні — жовтні 1937 р. — голова виконавчого комітету Івановської обласної ради.
У вересні — листопаді 1937 р. — 2-й секретар Організаційного бюро ЦК ВКП(б) по Краснодарському краю.
У листопаді 1937 — травні 1938 р. — 1-й секретар Організаційного бюро ЦК ВКП(б) по Краснодарському краю, виконувач обов'язків 1-го секретаря Краснодарського крайового комітету ВКП(б).
6 травня 1938 року заарештований органами НКВС. 29 липня 1938 розстріляний на полігоні «Комунарка». Реабілітований у жовтні 1956 року.

## Нагороди
- орден Леніна (14.07.1937)
- медалі